# Schisandra glabra
Schisandra glabra är en tvåhjärtbladig växtart som först beskrevs av Brickell, och fick sitt nu gällande namn av Alfred Rehder. Schisandra glabra ingår i släktet Schisandra och familjen Schisandraceae. Inga underarter finns listade.